# Kategorizacija hotela
Kategorizacija hotela se vrši prema Pravilniku o razvrstavanju, kategorizaciji i posebnim standardima ugostiteljskih objekata. Hoteli visokih kategorija moraju zadovoljiti određene vrlo visoke standarde.
Prema hrvatskim standardima hoteli mogu imati dvije, tri, četiri ili pet zvjezdica. Ovakav način kategorizacije važi za postojeće hotele, dok novoizgrađeni hoteli mogu biti kategorizirani s tri, četiri ili pet zvjezdica. Pravilnik o kategorizaciji se, osim zahtjeva po pitanju ugostiteljske profesije, odnosi i na tehničke i sigurnosne uvjete.

## Nižekategornici

### ★★{\displaystyle \bigstar \bigstar }Dvije zvjezdice
Hoteli ocijenjeni s dvije zvjezdice su obično oni hoteli kojima upravljaju sami vlasnici. Ovakav hotel najčešće ima dva do četiri kata a odlikuje se nešto prisnijom, obiteljskom atmosferom. Smješteni su u blizini jeftinijih atrakcija, glavnih raskrižja cesta i nadomak javnog prijevoza. Namještaj i ostali sadržaji su čisti, no svode se na najosnovnije pa su tako prostori vrlo jednostavno uređeni. Većina ovih hotela nema vlastiti restoran, no solidni restoranski sadržaji umjerenih cijena obično se nalaze u neposrednoj blizini. 

### ★★★{\displaystyle \bigstar \bigstar \bigstar }Tri zvjezdice
Hoteli s tri zvjezdice u pravilu nude nešto prostraniji smještaj koji se odlikuje dobro opremljenim sobama i ukusno uređenim predvorjima, no hotelska usluga obično ne uključuje nosača. Najčešće su smješteni uz glavne prometnice ili poslovne zone, odakle su lako dostupne atrakcije umjerenih do visokih cijena. U sklopu hotela obično se nalaze restorani srednje veličine koji su otvoreni od doručka do večere. Dostupnost posluge u sobu razlikuje se od hotela do hotela. Usluga parkiranja, fitness centri i bazeni često su dostupni.

## Višekategornici

### ★★★★{\displaystyle \bigstar \bigstar \bigstar \bigstar }Četiri zvjezdice
Ovo su uglavnom veliki, formalni hoteli s profinjenim prostorom recepcije, uslugom recepcije i nosačem. Hoteli su najčešće smješteni u blizini drugih hotela iste kategorije, obično nadomak shopping i restoranskih sadržaja i drugih glavnih atrakcija. Razina usluge znatno je iznad prosječne, a sobe su dobro osvijetljene i namještene. Blagovati se obično može u hotelskom restoranu koji će na jelovniku imati jednu ili više opcija. Neki objekti nude kontinentalni doručak. Posluga u sobu obično je dostupna tijekom većine dana. Isto tako, u pravilu su na raspolaganju i usluga parkiranja i/ili parkirna garaža. Često na usluzi stoji i recepcionar, a dostupni su i fitness centar, te jedan ili više bazena.

### ★★★★★{\displaystyle \bigstar \bigstar \bigstar \bigstar \bigstar }Pet zvjezdica
U hotelima s pet zvjezdica nudi se isključivo najviša razina kvalitete smještaja i usluga. Ovakvi objekti nude visoki stupanj osobne usluge. Iako su većina hotela s pet zvjezdica veliki objekti, ponekad mali nezavisni hotel (koji ne čini dio nekog lanca) nudi elegantnu intimnost koju nije moguće postići u većem okruženju. Položaj hotela s pet zvjezdica može sezati od vrlo ekskluzivnih lokacija u predgrađu do strogog središta grada. Hotelska predvorja su raskošna, a sobe detaljno uređene i opremljene otmjenim namještajem i kvalitetnom posteljinom. Sadržaji često uključuju DVD i CD uređaje, pristup internetu, masažne kade, sobne videozbirke, grijane bazene i drugo. Hoteli imaju i do tri restorana s probranim jelovnicima. Posluga u sobu obično je dostupna 24 sata na dan. Gostu su u pravilu su na raspolaganju i fitness i SPA centri te usluga parkiranja i/ili parkirna garaža. Na cjelodnevnoj usluzi je i recepcionar.

## Usluga
Niže i više kategornici se razlikuju prema vrsti usluge pa je u višekatogrnicima uobičajena potpuna usluga, a sadržaji koji su na raspolaganju gostu zadovoljavaju sve potrebe gosta koji odsjeda u ovakvim hotelima. 
Uobičajeni sadržaji višekategornika su: vanjski ili unutarnji restoran (ili više njih) s cjelodnevnom uslugom i bogatom ponudom jela i pića, caffe bar, noćni bar, cocktail bar, sauna, SPA i fitness centar, otvoreni bazeni s grijanom vodom, frizerski salon, suvenirnica, mjenjačnica, cjelodnevna usluga recepcije, nosači prtljage, limuzina ili hotelska taksi služba i ostalo.
Nižekategornici u svojoj uslužnoj djelatnosti obično nemaju nosačku službu, cjelodnevnu uslugu recepcije, restorane, bazene, saune i ostale sadržaje koje nude višekategornici.   

## Tehnički i sigurnosni uvjeti
Neki od uvjeta koje je potrebno zadovoljiti da bi hotel mogao dobiti određeni broj zvjezdica su:
- Javljač požara (3*,4*,5*)
- Mogućnost paljenja/gašenja svjetala iz kreveta (3*,4*,5*)
- Svjetleća pozicijska oznaka na svakom prekidaču za elektro rasvjetu (5*)
- Utičnica za električni brijači aparat (uz adapter dostupan na zahtjev gosta) (3*,4*,5*)
- Aparat za čišćenje obuće (3*,4*,5*)
- Uređaji za odbijanje insekata (3*,4*,5*)
- Automatski sustav buđenja (3*,4*,5*)
- Hlađenje / grijanje s individualnom regulacijom u sobi (3*,4*,5*)
- Kontrola temperature u svim rashladnim prostorijama i uređajima (4*,5*)

Hoteli s dvije zvjezdice ne moraju zadovoljavati ove uvjete.